# Géographie de la Bretagne

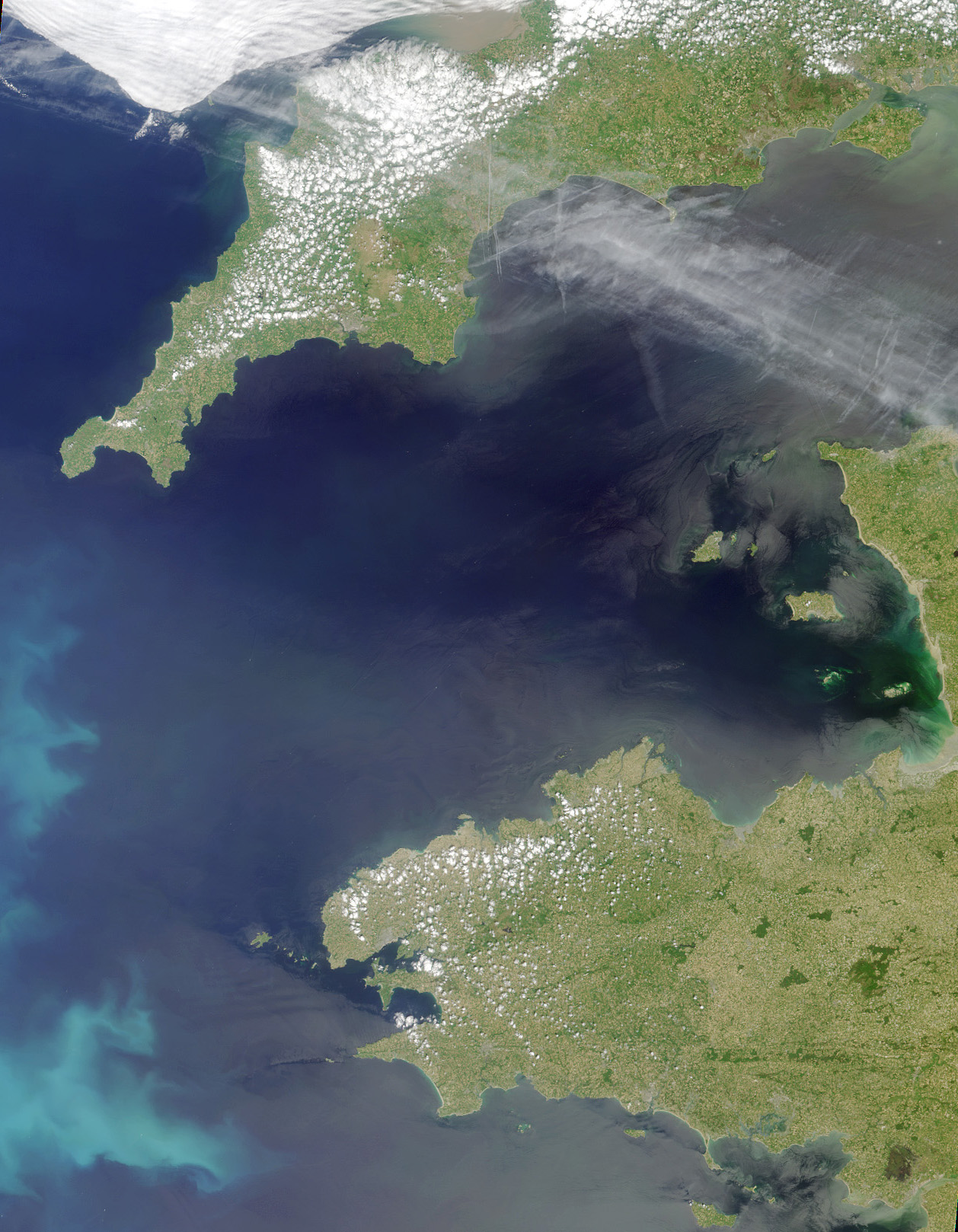
Vue satellite de la péninsule bretonne.

Cet article décrit la géographie de la Bretagne des points de vue physique, humain et régional. La Bretagne est une péninsule qui se trouve à l’ouest de la France. Sa position et sa dimension jouent un rôle important dans son climat, son territoire et son organisation territoriale.
Avec son littoral très découpé, elle possède la plus grande façade maritime de France métropolitaine. Les quatre départements de la région Bretagne (Finistère, Côtes-d'Armor, Morbihan, Ille-et-Vilaine) et la Loire-Atlantique ont chacun un large accès à la mer, soit au golfe de Gascogne de l’océan Atlantique soit à la Manche.
Le relief et la géologie de la Bretagne sont marqués par le Massif armoricain. Ce massif hercynien est très raboté par l’érosion. Deux lignes de crêtes de direction est-ouest émergent à des altitudes plus élevées : les monts d'Arrée et les montagnes Noires.

## Géographie physique

### Situation
La péninsule bretonne se situe à l’extrême ouest de la France et au centre de l’Arc atlantique. Elle s’étend sur une zone plus importante que celle de la région Bretagne mais inférieure à celle du Grand Ouest français.
Le Massif armoricain a formé cette péninsule lors du Tournaisien (au tout début du Carbonifère inférieur, il y a environ 360 Ma). Elle se trouve actuellement à l’ouest de la plaque tectonique eurasiatique, face à la dorsale médio-atlantique qui s'agrandit d'environ 2 à 3 centimètres.

### Relief et géologie

#### Description générale
| \| Localisation de la Bretagne en France \| Mer d'Iroise La Manche Golfe de Saint-Malo Baie de Quiberon Roc'h Ruz Monts d'Arrée Montagnes Noires Landes de Lanvaux Sillon de Bretagne Mené Monts d'Arrée Plateau de Cornouaille Plateau de Rohan Bassin de Châteaulin Plateau de Poudouvre La Vilaine La Rance Ouessant Belle-Île-en-Mer |
| Localisation de la Bretagne en France |

#### Géologie

Carte géologique simplifiée du massif armoricain.

Le Massif armoricain s'étend sur 65 000 km2 sur les régions Bretagne, Pays de la Loire, Basse-Normandie occidentale et Poitou.
Le Massif armoricain a été façonné par deux grands orogenèses, le cycle cadomien et le varisque, permettant de distinguer le domaine cadomien au nord et centre armoricain au centre, peu affectés par l'orogenèse hercynienne, et le domaine hercynien au sud du massif.
L'orogenèse cadomienne est suivie par une pénéplanation totale. Le rifting cambro-ordovicien (tectonique distensive nord-sud conjuguée à la distension de Rodinia), associé à l’ouverture de l’océan Rhéique entre la micro-plaque Avalonia et Gondwana, favorise un volcanisme effusif acide, un magmatisme à l'origine de granitisations et une subsidence (notamment la sédimentation ordovicienne dominée par le grès armoricain) liée à l'ouverture de grabens qui enregistrent, comme les gouttières synclinales, la transgression par une mer venant de l’est. Depuis le Carbonifère, le Massif armoricain est marqué par sa continentalité. Longtemps émergé, il est d’abord soumis à l'érosion, prédominante au Permien, puis à une altération à l'origine d'un épais manteau d'altérites. Le contre-coup de l'ouverture de l'océan Atlantique puis de la tectonique compressive alpin et pyrénéenne est associé au basculement nord-sud du massif (d'où une Bretagne à côtes, à falaises élevées au nord, à rivages plus bas au sud, et un écoulement des fleuves suivant la direction nord-sud) tandis que les déformations à grand rayon de courbure favorisent la transgression de la mer des Faluns au Miocène.
Le Cénozoïque voit s'installer un réseau fluviatile sur un socle qui réagit au plissement alpin en rajeunissant les reliefs anciens et en mettant en valeur la plupart des affleurements granitiques. Enfin la pénéplaine est recouverte par des dépôts quaternaires qui façonnent les paysages que nous connaissons aujourd'hui. Lors des périodes périglaciaires, des heads empâtent les reliefs tandis que les vents glacés, soufflant sur la Manche asséchée, déposent un épais manteau de limon loessique sur la Ceinture dorée. Lors des périodes interglaciaires, le niveau marin remonte, comme l’indiquent les plages anciennes « perchées » observées ici et là sur le littoral. Trois stades transgressifs se sont succédé au cours du Pléistocène moyen et du Pléistocène supérieur, dont le dernier, la transgression flandrienne, ennoie les bordures continentales (plate-forme à écueils) et les basses vallées fluviales (abers). Depuis 7 000 ans, la montée marine rapide repousse les sédiments vers les rivages actuels où les massifs dunaires s’édifient progressivement.

#### Sommets
Les points les plus élevés du massif armoricain (mont des Avaloirs, signal d'Écouves) dépassent légèrement les 400 mètres et se trouvent à l’est du massif du côté de la frontière entre la Mayenne et l’Orne. Le point culminant de la Bretagne est le Roc'h Ruz qui s’élève à 385 mètres. Plusieurs autres sommets des monts d'Arrée atteignent des altitudes similaires (Ménez Kador 385 m, Roc'h Trevezel 385 m, Roc'h Trédudon 385 m, mont Saint-Michel de Brasparts 381 m). Les montagnes Noires dépassent légèrement les 300 mètres d'altitude au Roc'h Toullaëron. Le reste de la péninsule se trouve majoritairement en dessous des 300 mètres d’altitude. Le mont Bel-Air dans les Côtes-d'Armor avec ses 339 m constitue le point culminant des monts du Mené.

#### Littoral et îles

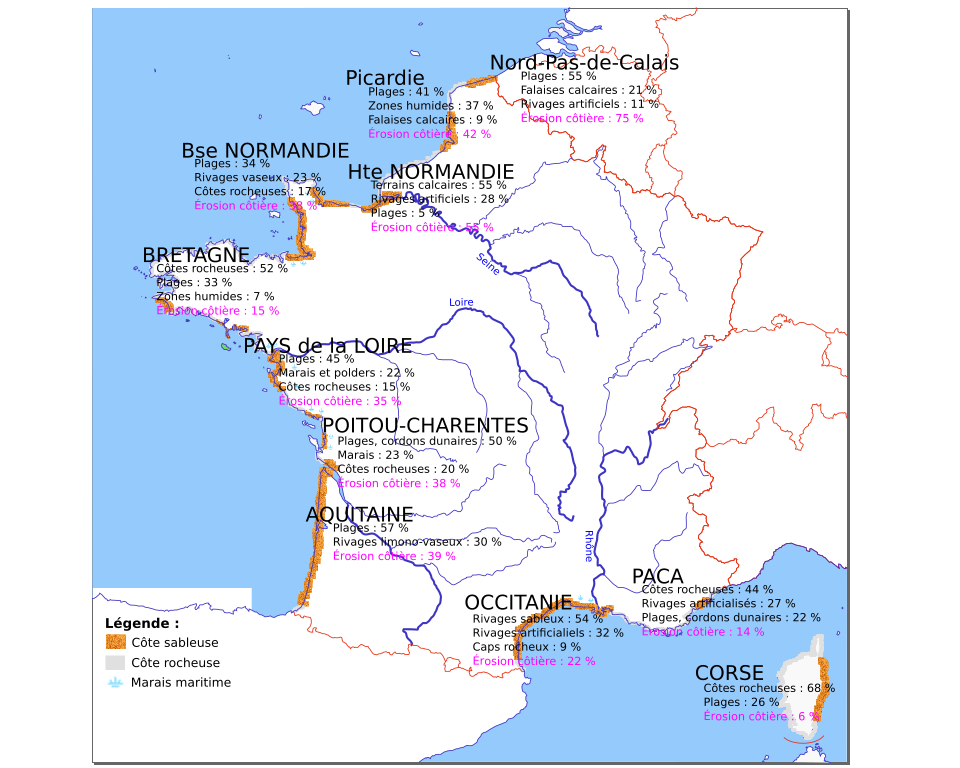
Géomorphologie des côtes de France par région : caractéristiques dominantes du trait de côte et % d'érosion du linéaire côtier (chiffres en 1996). À la différence du littoral manchot et aquitain, le littoral breton, constitué essentiellement de structures résistantes du granite, recule fort peu et constitue des côtes plutôt stables.

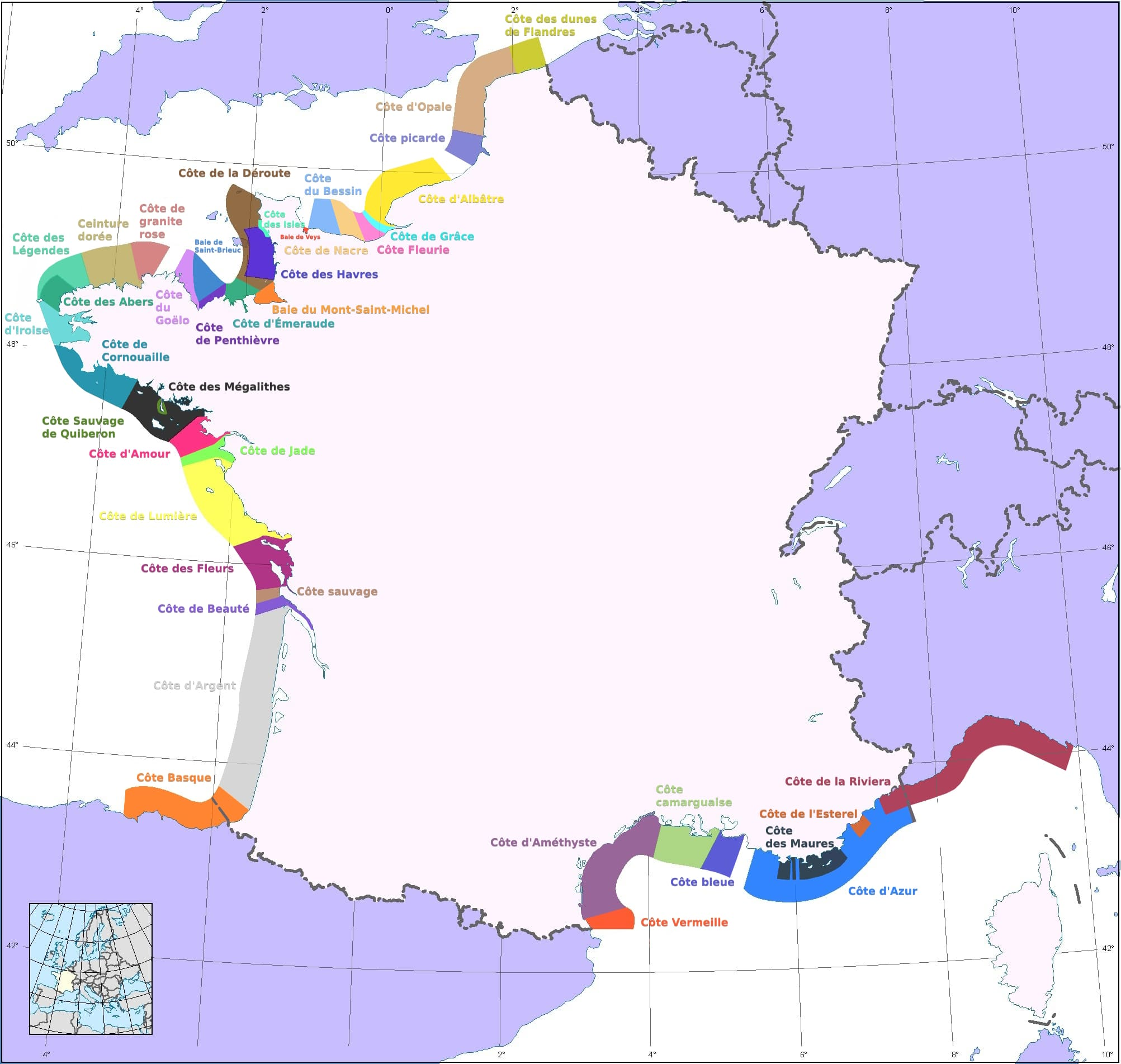
Noms des côtes de France.

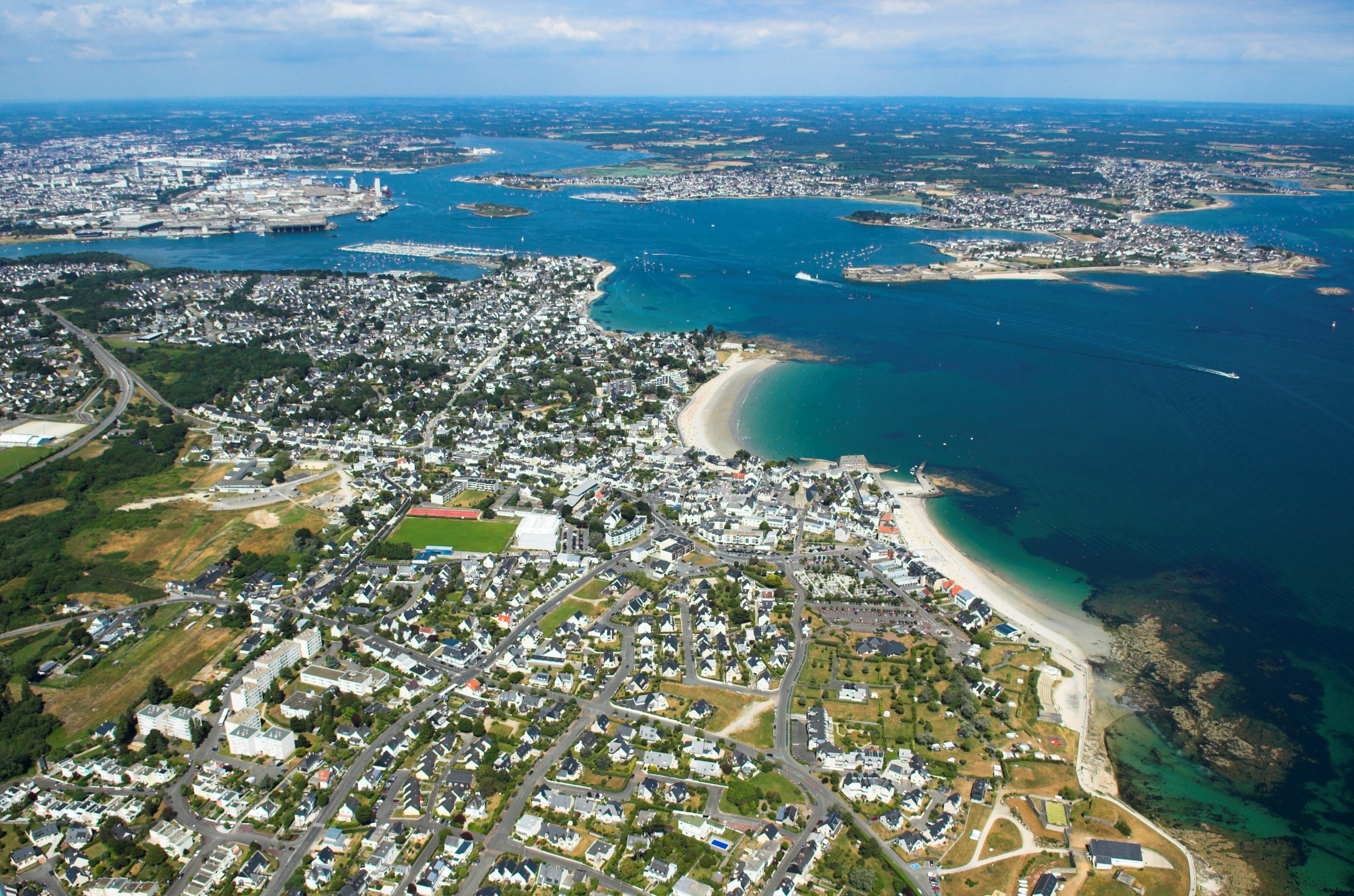
Standardisation de la côte en raison du mitage pavillonnaire.

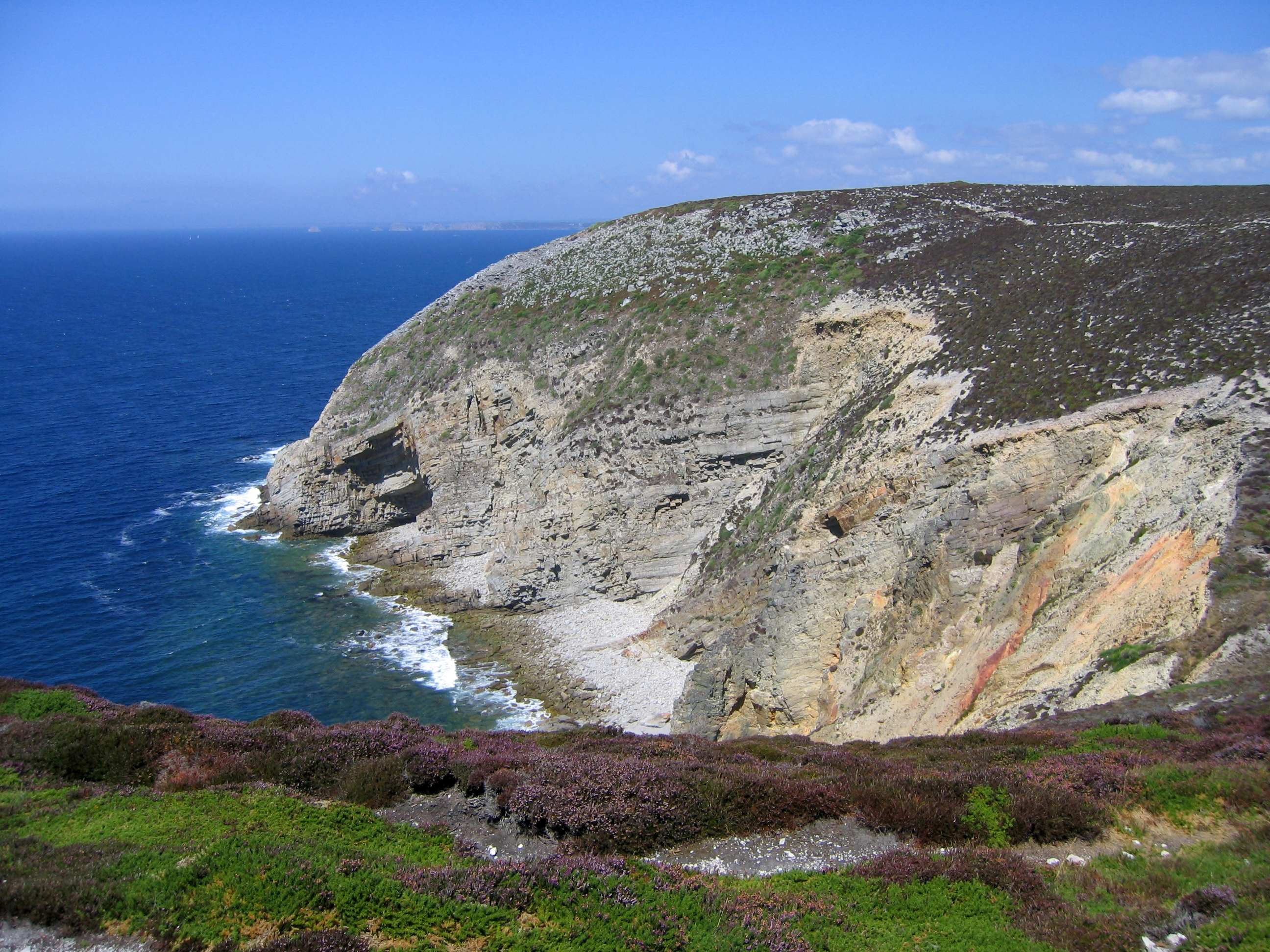
Géomorphosite : un versant (formé d'une pente sommitale, de segments de versants réglés recouverts de pierriers de pente, de corniches résiduelles et d'une falaise subverticale) relie une surface sommitale (surface d'érosion comprenant des altérites caillouteuses et sableuses) à une surface basale (l'estran comprenant un platier rocheux).

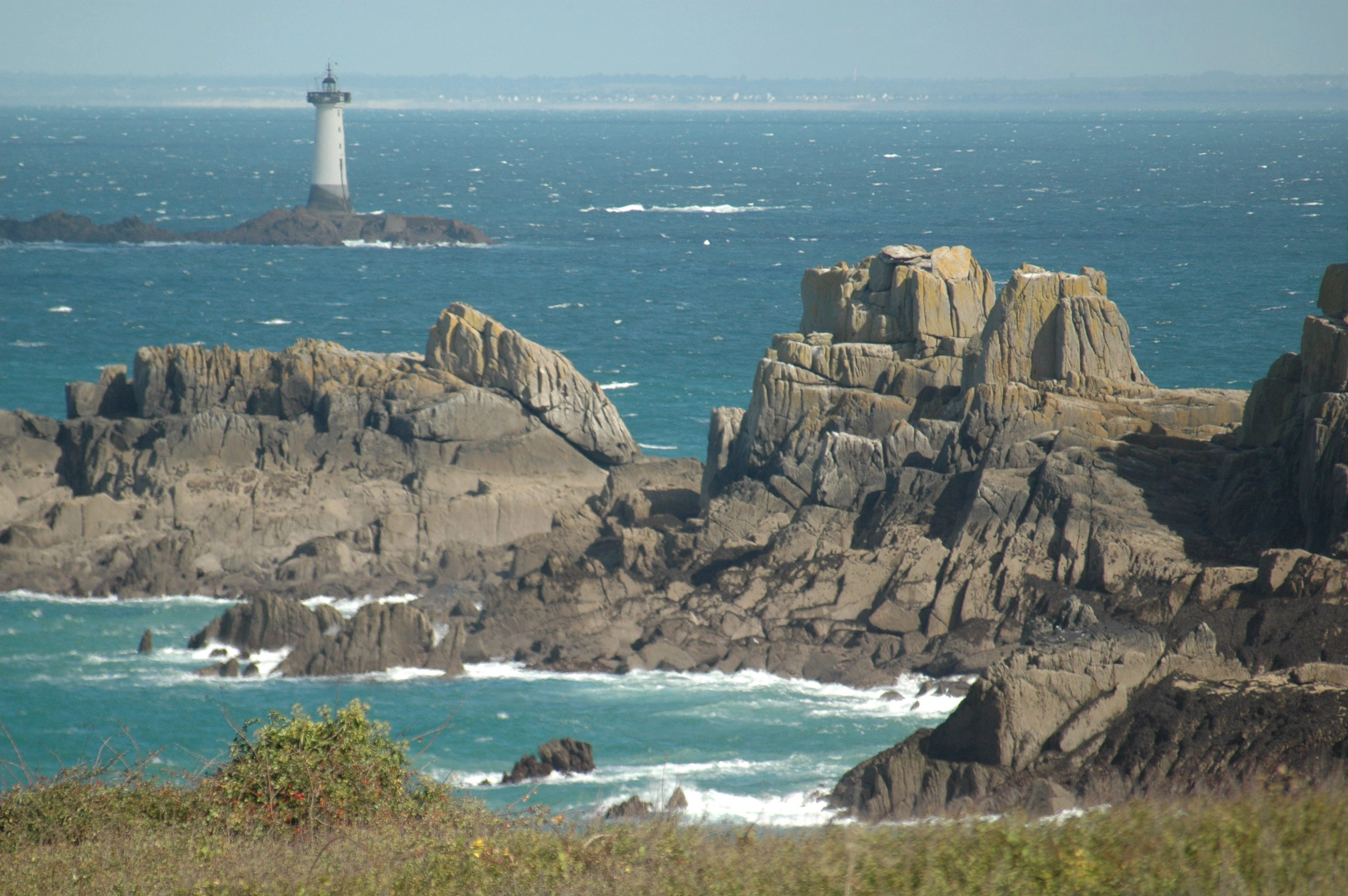
Rochers de la pointe du Grouin à Cancale en Ille-et-Vilaine.

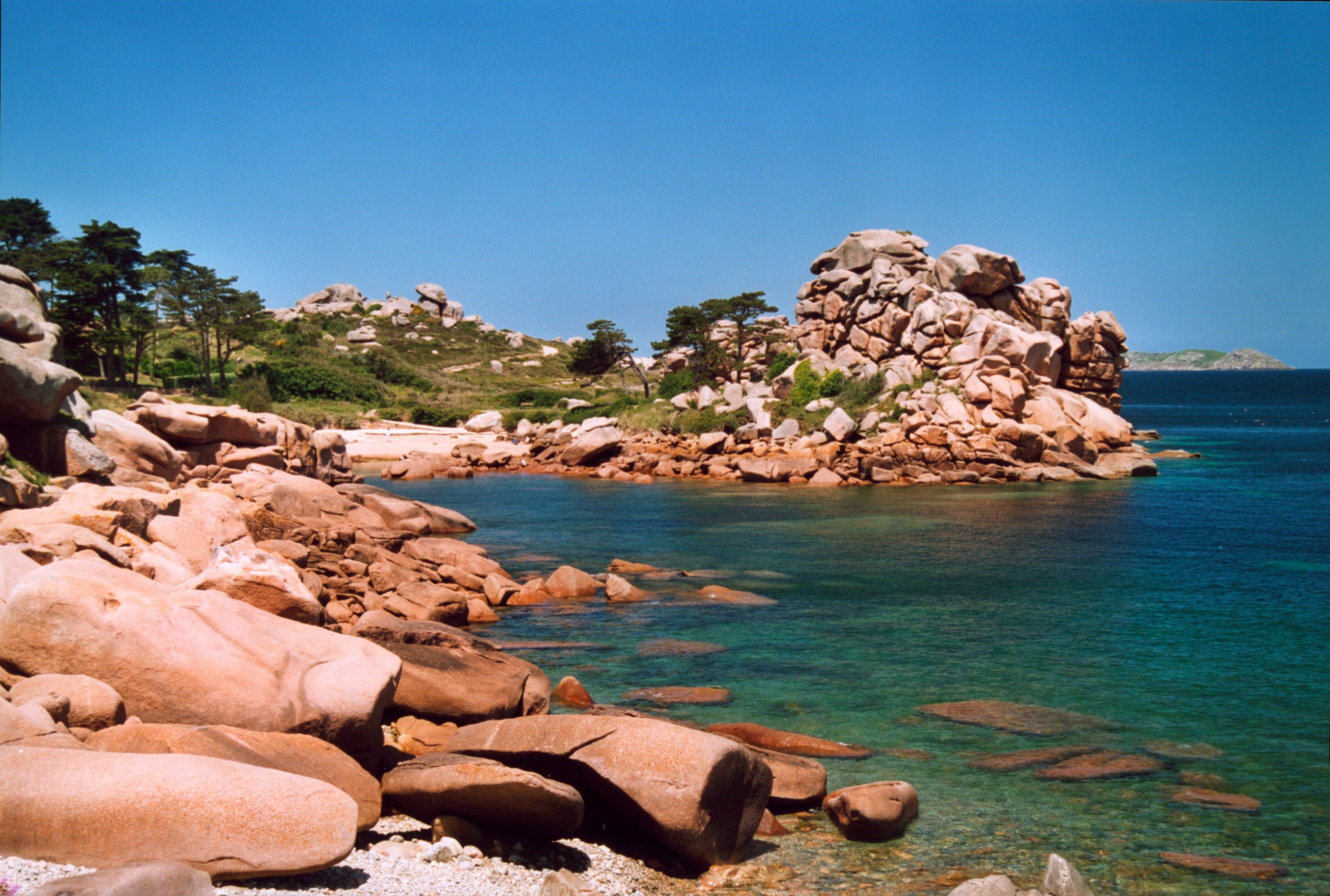
Côte de Granit Rose dans les Côtes-d’Armor.

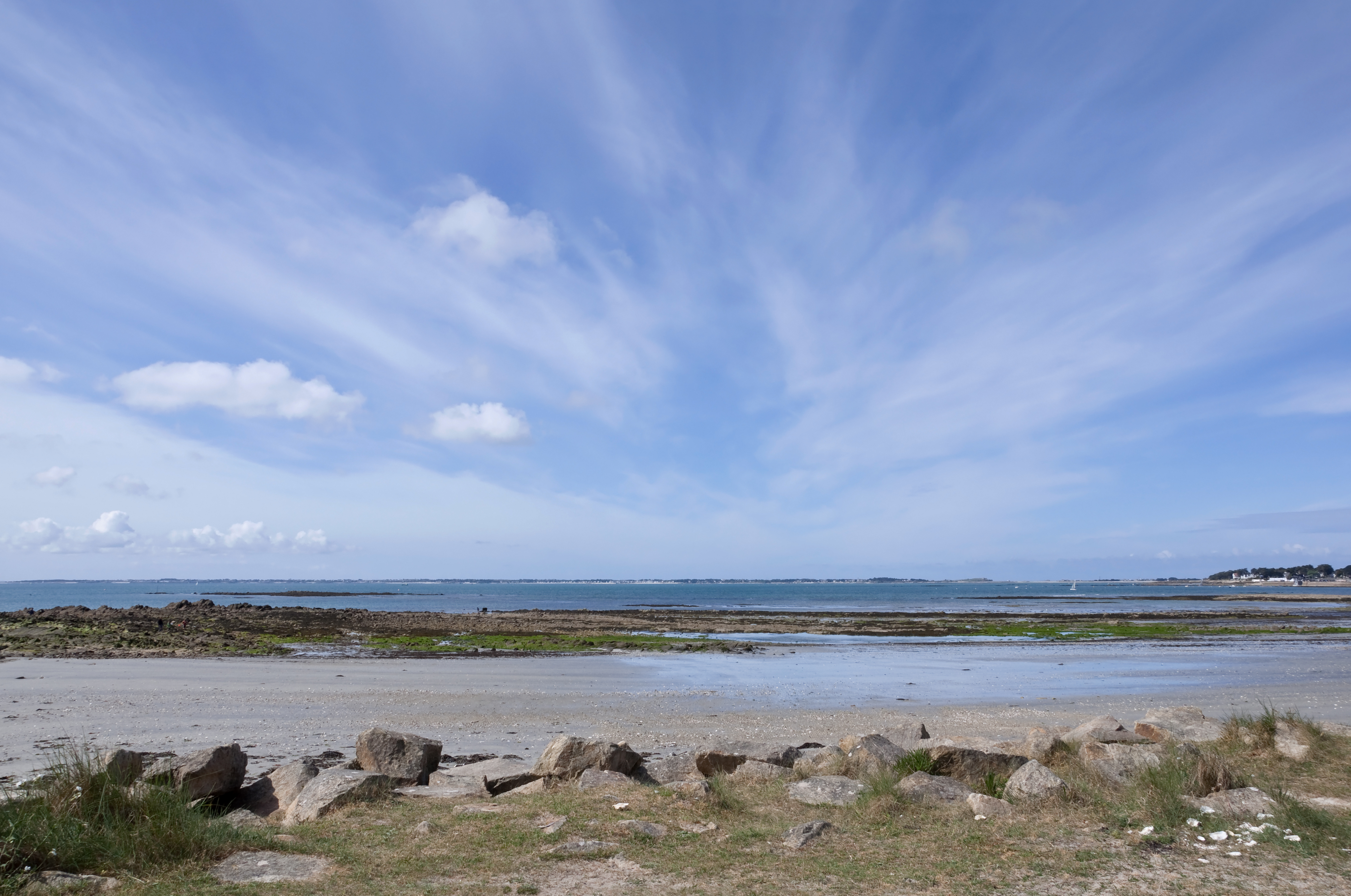
Baie de Quiberon, vue du bord de mer de Carnac, Morbihan.

Le littoral breton présente une grande diversité. Il alterne rias et abers encaissés ; baies, plages et côtes basses ; côte rocheuse moyenne et falaise. La falaise la plus haute se trouve à Plouha dans les Côtes-d'Armor : elle culmine à 100 m.
Le trait de côte est découpé de façon fractale donc, par nature, sa longueur dépend de l'échelle utilisée pour la mesurer, elle est dite « infinie ». L'estimation qui est le plus souvent retenue et qui prend en compte tous les littoraux des îles bretonnes, se situe entre 2 000 et 3 000 km (2 470 km selon le référentiel Histolitt d'après Cerema) ce qui représenterait environ le tiers du littoral de France métropolitaine.
Chaque portion de côte porte un nom touristique lié à un élément local. De la baie du mont Saint-Michel au nord à l’estuaire de la Loire au sud, on trouve : 
- la Côte d'Émeraude (de Cancale au cap Fréhel) comprenant notamment Saint-Malo, Dinard et Saint-Cast-le-Guildo.
- les Côtes Penthièvre et Goëlo (du cap Fréhel à Perros-Guirec) comprenant notamment Erquy, Le Val André, Saint-Brieuc et Paimpol.
- la Côte de granit rose (de Perros-Guirec à Trébeurden) comprenant notamment Ploumanac'h.
- la Ceinture dorée (de Trébeurden à Brignogan-Plages) comprenant notamment Locquirec, Carantec et Roscoff.
- la Côte des Légendes et les Abers (de Brignogan-Plages à Plougonvelin) comprenant notamment Kerlouan et Saint-Pabu.
- la Côte d'Iroise (de Plougonvelin à la Pointe du Raz) comprenant notamment Brest, Crozon et Douarnenez.
- la Côte de Cornouaille (de la Pointe du Raz à Pont-Aven) comprenant notamment Penmarch, Bénodet et Concarneau.
- la Côte des Mégalithes (de Pont-Aven à Mesquer comprenant notamment Lorient, Quiberon, Carnac et Vannes
- la Côte d'Amour (de Mesquer jusqu’à la Loire) comprenant notamment Le Croisic, La Baule-Escoublac et Saint-Nazaire.
- et la Côte de Jade (de la Loire à Les Moutiers-en-Retz) comprenant notamment Saint-Brevin-les-Pins et Pornic.

La Bretagne concentre 70 % des îles de France métropolitaine. Réparties tout le long du littoral, les îles ou îlots (800 à 1 000 selon le référentiel utilisé) représentent un linéaire de près de 700 kilomètres. Le recensement de 2005 établit que la population totale insulaire s'élève à 11 000 habitants.
La plus grande de toutes est Belle-Île-en-Mer au large de la presqu'île de Quiberon.
Le golfe du Morbihan compte une cinquantaine d’îles dont les principales sont :
- Île aux Moines
- Île d'Arz
- Île de Berder
- Île de Gavrinis

Liste des principales îles bretonnes, hors golfe du Morbihan :
- Archipel et île de Bréhat
- Archipel des Sept-Îles
- Île-de-Batz
- Ouessant
- Archipel et île de Molène
- Île de Sein
- Archipel des Glénan
- Groix
- Belle-Île-en-Mer
- Houat
- Hœdic
- Île Dumet

L'attirance pour le littoral breton (littoralisation) se traduit par le phénomène d'haliotropisme qui s'accélère depuis les années 1960. L'artificialisation du littoral breton dans les années 1970-80 va de pair avec le développement du tourisme de masse. En 2012, les surfaces artificialisées (logements à l'origine de la rurbanisation littorale au plus près du rivage, routes, zones industrielles et portuaires, etc.) occupent en moyenne 14,6 % des communes littorales, soit 2,6 fois plus que la moyenne métropolitaine. « Les phénomènes conjugués de la périurbanisation et de la rurbanisation d’une part, de colonisation des rivages d’autre part, se combinent ici en même temps, densifiant brutalement les territoires, ennoyant ces noyaux urbains dans un paysage « d’urbanité » mais non de réelle urbanisation ».

#### Hydrographie

Bassin versant de la Vilaine.

La péninsule se trouve presque intégralement dans le district hydrographique de l’agence de l'eau « Loire-Bretagne ». Quelques communes au nord-est se trouvent dans l’agence de l’eau Seine Normandie. On peut distinguer la partie Ouest et la côte Nord qui comptent une vingtaine de bassins versants de la partie Est où l’on trouve deux grands bassin : celui de la Vilaine et celui de la Loire.
La Bretagne compte de nombreux fleuves côtiers. Ils sont souvent courts et leurs embouchures forment des abers ou rias.
| Nom                         | Longueur en km |
| --------------------------- | -------------- |
| La Sélune                   | 91,4           |
| Le Couesnon                 | 97,8           |
| La Rance                    | 102            |
| L’Arguenon                  | 53             |
| Le Gouessant                | 41             |
| Le Gouët                    | 46,6           |
| Le Trieux                   | 71,8           |
| Le Leff                     | 62,4           |
| Le Léguer                   | 60             |
| Le Douron                   | 27             |
| Le Queffleut                | 19             |
| Le Penzé                    | 35             |
| L’Aber-Wrac'h               | 33,6           |
| L’Aber-Benoît               | 31,1           |
| L’Aber-Ildut                | 24             |
| L’Élorn                     | 57             |
| L’Aulne                     | 140            |
| L’Éllez                     | 27,3           |
| L’Hyères                    | 48,4           |
| Le Goyen                    | 36             |
| L’Odet                      | 62             |
| L’Aven                      | 37             |
| La Laïta                    | 17             |
| L’Isole                     | 48,1           |
| L’Ellé                      | 60             |
| Le Scorff                   | 78             |
| Le Blavet                   | 148,9          |
| L’Ével                      | 55,8           |
| La rivière d'Auray ou Loc'h | 56,4           |
| La Vilaine                  | 218            |
| La Loire                    | 1013           |

Le bassin de la Vilaine occupe 11 000 km2 dont en Ille-et-Vilaine, en Morbihan et en Loire-Atlantique. La Loire est le plus long fleuve de France.
On trouve également plusieurs ouvrages artificiels, barrage écluse et canaux. Les deux principaux canaux sont le canal de Nantes à Brest et le canal d'Ille-et-Rance reliant Rennes à la Manche.

### Climats

#### Températures et ensoleillement
Le climat dominant de la Bretagne est le climat océanique caractérisé par des étés plutôt beaux et doux et des hivers souvent pluvieux, ventés (mais avec régulièrement de belles journées calmes et lumineuses) et doux. Les écarts de températures sont faibles et les jours de gel en hiver sont rares. Les précipitations sont assez fréquentes et sont réparties toute l’année, ce qui donne une fausse réputation de « mauvais temps » en Bretagne. Globalement le temps breton est souvent variable, changeant, sans excès de températures. Car en Bretagne le climat est très variable aussi d'un secteur à un autre.
Il est loin d’être uniforme : « Les frileux, même quand ils ne sont pas des intégristes du culte solaire, éviteront Brest et Saint-Brieuc aux vents particulièrement primesautiers. Ils se réfugieront à Vannes, à qui le golfe du Morbihan vaut une lumière quasi insulaire. Mais les amateurs de grand large et de nuées bousculées par le vent choisiront Saint-Malo pour les plus beaux couchers de soleil de Bretagne [...] »
Le sud est plus ensoleillé que le nord. La moyenne annuelle des températures donne un léger avantage à Vannes sur Saint-Brieuc (2 degrés environ). La température de l’eau est en moyenne plus élevée au sud (19 à 20 °C en moyenne l’été) qu'au nord et à l'ouest (15 à 18 °C) en raison des fonds marins et du courant de marée en Manche et Iroise.
De nombreux sites connaissent un climat particulièrement doux. Ainsi, l’île d’Ouessant grâce à sa position excentrée, l’île de Bréhat, le golfe du Morbihan, Belle-Île connaissent un climat très doux : gelées très rares à Ouessant (seulement quelques jours par an), grande douceur à Bréhat, fort ensoleillement à Belle-Île, etc. En général les littoraux sont cléments, en particulier la Côte Atlantique à l'est de Concarneau et au nord sur la Côte d'Émeraude : dans ces secteurs, les étés sont déjà assez chauds, l'ensoleillement généreux, de l'ordre de 1 800 à 2 080 heures par an (soit un record français à ces latitudes) et les précipitations dans les normales françaises voire au-dessous : 758 mm vers Saint-Malo, 895 mm vers Lorient.
Il y a une véritable différence entre l'ouest intérieur et l'est intérieur : ainsi une ville comme Rennes, dans l'est de la Bretagne, connait un climat déjà continentalisé avec des hivers frais ou froids (gelées fréquentes) et des étés déjà chauds et une pluviométrie nettement inférieure à la moyenne nationale (il y pleut autant qu'à Toulouse ou Toulon soit environ 650 à 700 mm par an) et des températures qui sont plus proches de celles que connait Strasbourg (située à 700 km) que de celles de Brest (à 220 km) !
A contrario l'ouest intérieur de la Bretagne connait une humidité quasi constante, des précipitations fréquentes (souvent supérieures à 1 000 mm), pouvant dépasser 1 500 mm sur les points culminants des Monts d'Arrée (387 m d'altitude) concernant un nombre de jours de pluie dépassant toujours les 150 par an voire 250 dans les secteurs les plus humides (le Centre-Nord du Finistère). Les journées nuageuses sont très nombreuses, les hivers plutôt doux dans les vallées mais frais voire froids dès 200 mètres d'altitude environ, les chutes de neige (7 à 14 jours par an) - pouvant être abondantes sur les hauteurs en cas de vague de froid sur la France (42 cm ont été atteints au cours de l'hiver 2010-2011 à Rostrenen). Les étés sont frais, souvent variables et les précipitations, bien que plus faibles que l'hiver, restent assez fréquentes. L'ensoleillement y est faible, le plus faible de Bretagne, avec seulement entre 1 450 et 1 600 heures de soleil par an.
En résumé le climat breton est fortement contrasté suivant les secteurs : il n'y a pas un mais plusieurs climats bretons avec quantités de microclimats. La Bretagne est certainement la région française de plaine qui connait la plus importante diversité de climats : certains secteurs sont très frais et humides (les zones de "« montagne »"), d'autres hyper-océaniques donc doux (littoral de l'ouest); d'autres doux, plus secs et ensoleillés (littoraux du sud-est) ou continentalisés (bassin rennais). En Bretagne, pour ce qui est du climat, il y a davantage une différence entre ouest et est qu'une différence entre nord et sud.

### Environnement

#### Paysages et espaces naturels

##### Occupation du sol

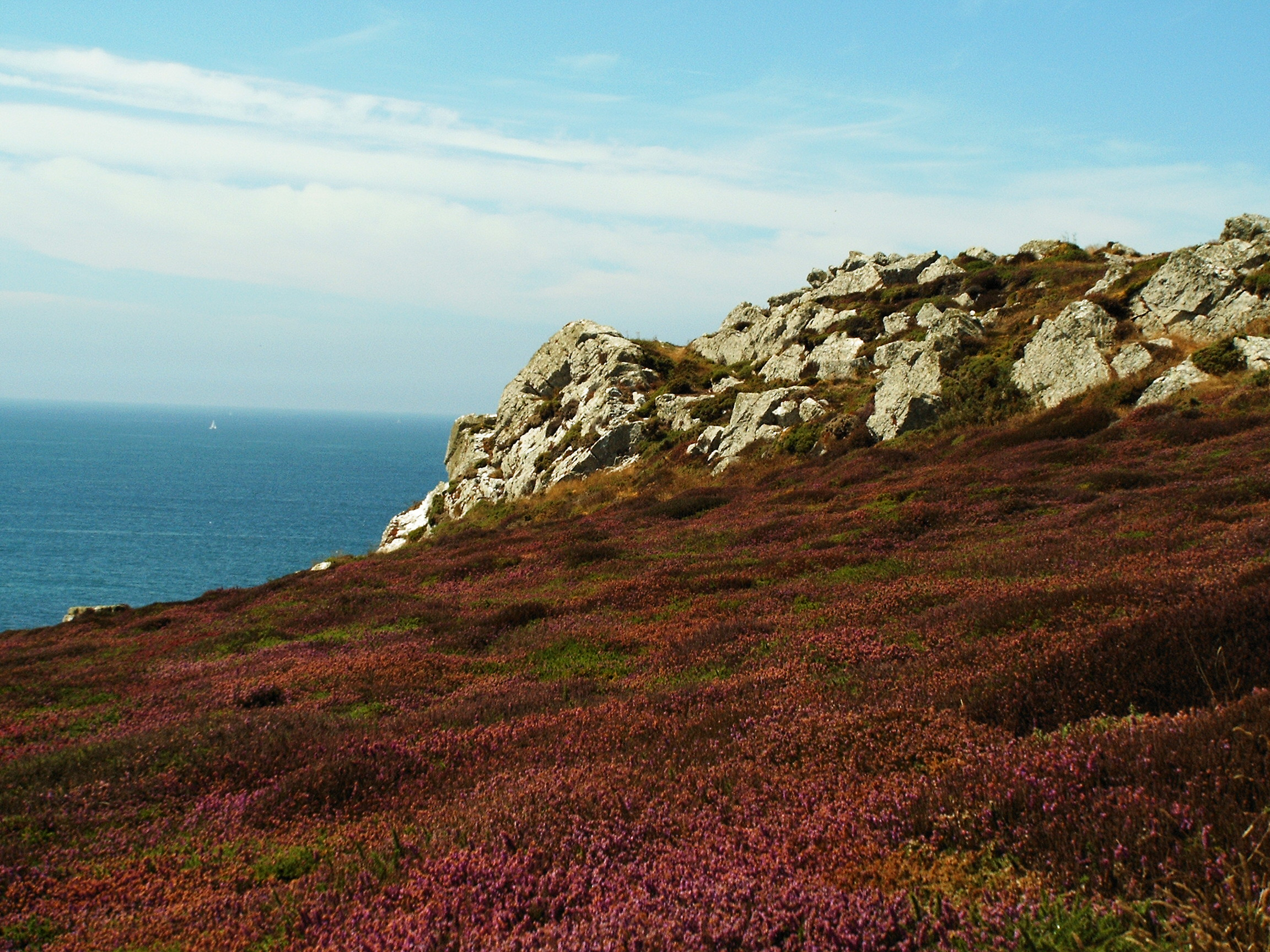
Lande à bruyère, cap de la Chèvre, Finistère.

Il existe quatre types de paysage dominant en Bretagne :
- le bocage : les zones de bocage constituent le « fonds du paysage[16] » de l'Ouest de la France, avec un parcellaire délimité par des haies bocagères pluristratifiées[17] à talus[18], même s'il existe de vastes espaces dénués de haies (tel le pourtour du fond de la baie de Saint-Brieuc ou des haies entourant non des champs individuels mais des groupes de champs ouverts (méjous du littoral Finistérien ; champagnes, campagnes, landelles, plaines, quartiers dans la Bretagne du Nord ; bandes, gaigneries, domaines, dans la Bretagne du Sud), structures peut-être liées au climat atlantique où la rapide pousse de l'herbe permet d'éviter les solutions de discipline rurale, collective et stricte, que connut l'Europe centrale[19]. Les historiens, géographes et archéologues de la seconde moitié du XXe siècle ont remis en cause l'idée reçue de la pérennité du paysage rural à travers les millénaires[20], notamment celle de l'histoire des bocages de l'Ouest qui est beaucoup moins longue qu'une tradition ancienne a relayé[21]. Dans la Bretagne intérieure, aux sols pauvres, l'agriculture médiévale privilégie le seigle et l'avoine (seules les terres mieux fumées autour de la maison portent du froment). Ce n'est que la spécialisation précoce vers l'élevage bovin au XVe siècle qui amène une extension du bocage afin de protéger les cultures des divagations du bétail, le système bocager se développant surtout au cours de l'époque moderne, culminant au milieu du XIXe siècle, et se développant jusqu'en 1950 du fait de la répartition foncière et des besoins en bois[22]. Même si le remembrement dans les années 1960 aux années 1980 en a fait disparaître l’essentiel, surtout dans le Finistère, la région reste une des dernières terres françaises où l'on trouve du bocage dense, avec 114 500 km de haies bocagères en 2019[23]. Bien qu'elle ait perdu 12 % de linéaire bocager entre 1996 et 2008, la Bretagne est encore dominée aux deux tiers par des paysages bocagers en 2015 (15,5 % de bocage dense et prairies sur collines, 11,4 % de bocage à maille élargie, 12,7 % de plateaux avec paysages ouverts et bocage résiduel, 8, 4 % de plateaux avec talus ou haies basses, 22,4 % de plaines avec bocage à ragosse déstructuré)[24]. 40 % de la Bretagne est constituée d'un bocage au maillage serré[25] (sols granitiques à l’ouest de la région et au nord de l’Ille-et-Vilaine), 30 % de maillage intermédiaire[26] (zones schisteuses au sol plus fertile), 30 % de maillage lâche[27] (quart sud-est de la région)[28]. « Il a fallu les catastrophes écologiques de ces dernières années : inondations, lessivage de sols, marées vertes, pour que l’on commence à s’apercevoir que le bocage avait son utilité, qu’il retenait les eaux et les terres, qu’il préservait la bio-diversité, qu’il tempérait le climat. »[29]. Des incitations pécuniaires à la reconstitution de haies bocagères sont organisées à l’échelle communale. En 2018, le bocage dense, diversifié et interconnecté représente 45 % des réservoirs régionaux de biodiversité faunistique et floristique à l’échelle de la Bretagne[30].
- les landes (formant avec les friches 2,6 % des paysages bretons)[31] constituent un habitat où les contraintes environnementales sont le moteur du fonctionnement de l'écosystème, et, par conséquent, de sa stabilité ou de sa dynamique[32],[33] : l'activité humaine passée a contribué à augmenter leur oligotrophisation (fauche de la lande pour la production de litière, de « fumier d'étable » et de « fumier de rue » ; étrépage puis enlèvement des mottes ; brûlis et plus encore les écobuages dans un but de fertilisation, pour une meilleure repousse de l'herbe en vue du pâturage ou pour une mise en culture très temporaire de seigle ou de sarrasin avant le retour de la lande) et à leur régression au XIXe siècle grâce aux amendements calcaires[34]. La surfréquentation touristique et ses conséquences, piétinement et pollution, mettent en danger ce milieu naturel, d'où les mesures de restauration de sentiers et de guidage des piétons. Du million d'hectares estimé dans les cinq départements bretons historiques à la fin du XVIIIe siècle, il ne reste que 30 000 ha au début du XXIe siècle[35]. Elles restent cependant importantes dans certains secteurs, contribuant au charme du pays, puisque « les ajoncs et les genêts, deux fois par an, nous couvrent d’or » grâce à leur floraison[36] en partie synchrone dans la deuxième partie de l'été et au début de l'automne[37]. Sur des sols essentiellement siliceux se développe une couche de terre pauvre et légère typique, à laquelle on a donné le nom de terre de bruyère. La flore et la faune présentent des adaptations biologiques et écologiques à ce milieu pauvre : les ajoncs hébergent des bactéries symbiotiques fixatrices d'azote au niveau des racines. Les bruyères tirent profit d'une association symbiotique avec des mycorhizes éricoïdes qui facilitent l'absorption de tous les éléments minéraux. Le nanisme de ces plantes, la petite taille des feuilles pérennes chez les bruyères, ou leur substitut, les aiguilles chez les ajoncs, caractérisent une adaptation de défense contre le vent (particularité des landes littorales) et une adaptation xérophile (réduction de la surface d'évaporation foliaire pour réduire les pertes d'eau par transpiration)[38]. Leur faible taux de croissance est en adéquation avec l’infertilité du sol (landes littorales et landes de l'intérieur). Les plantes adoptent des moyens naturels de défense (épines, présence de tanins) vis-à-vis des consommateurs[39]. La profondeur du sol et la dynamique de l’eau permettent la différenciation de quatre grands types de landes. Dans les secteurs d’affleurements rocheux, ou sur des pentes fortes, le sol xéromorphe détermine des landes sèches composées de bruyère cendrée ou, plus localement, le ciste en ombelles. À l’opposé, dans les bas de pente, parfois en plateau sommital peu perméable, l’excès d’eau crée des conditions d’hydromorphie et d’anoxie où la lande à bruyère tétragone et ajoncs nains se développe. Si le temps de saturation en eau du sol en surface augmente, la lande tourbeuse à bruyères et sphaignes y croît. Les sols plus profonds à l'humidité moyenne (bien pourvus en eau mais sans excès) sont occupés par les landes à bruyère ciliée et, localement, à bruyère vagabonde. La callune, les ajoncs (Ulex spp.), la molinie sont les espèces compagnes de la plupart de ces types de landes. Les arbustes et arbrisseaux des landes littorales exposés à de forts vents dominants (aubépine, prunellier) présentent de fortes anémomorphoses. Associée à ces espaces et habitats ouverts, une faune spécifique utilise en priorité les landes bretonnes : oiseaux (busard cendré, busard Saint-Martin, faucon hobereau, courlis cendré, engoulevent, fauvette pitchou, tarier pâtre, linotte mélodieuse, bruant jaune), invertébrés (cicindèle champêtre, criquet à pattes orange, adiante fougère, argiope frelon et autres libellules, dont le sympètre noir). Enfin, de nombreux serpents sont les hôtes des landes (vipère péliade, couleuvre à collier et, surtout, coronelle lisse et lézard vivipare)[40].
- les forêts sont en recul depuis l'âge du fer, les espaces forestiers étant réduits à la portion congrue depuis longtemps[41]. Les forêts à dominante de feuillus ne représentant que 1,4 % des paysages bretons et les forêts à dominante de résineux 2 %[31].

- les marais : la Brière, le marais breton, le marais de Goulaine, lac de Grand-Lieu, marais de Muzillac.

L’urbanisation progresse constamment, sauf au centre de la région, mais « La meilleure façon de vivre en Bretagne est de se figurer le réseau des villes comme les différents quartiers d’une même agglomération, tout juste séparés par de splendides espaces verts. »

##### Espaces protégés
La région Bretagne compte deux parcs naturels régionaux : Le PNR d'Armorique classé en 1969 et celui du le golfe du Morbihan crée en 2014, un troisième PNR est en projet autour de la vallée de la Rance et de la côte d'Émeraude. Contiguë avec le PNR d'Armorique, un parc naturel marin protège la Mer d'Iroise, ces deux entités sont chevauchées par une réserve de biosphère qui englobe l'archipel de molène, l'île d'Ouessant ainsi que la mer environnante.
La première réserve de France a été créée en Bretagne, au Sept-îles pour protéger les oiseaux marins dont notamment le Macareux moine.
Le réseau Natura 2000 est également présent dans les quatre départements bretons : Côtes-d'Armor, Finistère, Ille-et-Vilaine et Morbihan. Par ailleurs, chacun des départements sus-nommés a mis en place une stratégie de création d'espace naturel sensible.

#### Flore
Depuis 1990, le conservatoire botanique national de Brest est responsable de l'inventaire du patrimoine végétal de la région en vue de la préservation de la diversité biologique.
1 800 plantes sauvages poussant en Bretagne y ont été répertoriées, du rarissime panicaut vivipare à l'omniprésent ajonc d'Europe.

### Activité sismique

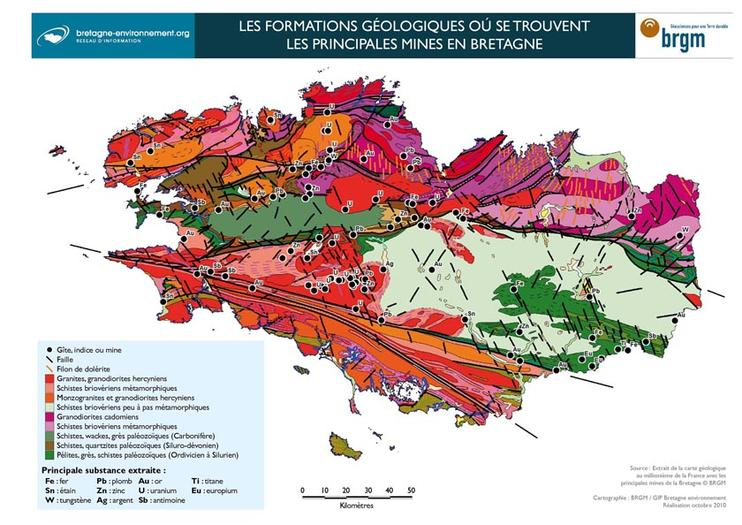
Carte géologique du massif armoricain avec les principales failles.

Ancienne chaîne de montagne (le massif armoricain), la Bretagne est régulièrement secouée par des séismes intraplaques de faible intensité, ne dépassant généralement pas une magnitude de 2 à 3. Plus de 500 séismes ont été recensés entre 2000 et 2014. La Bretagne est la troisième région la plus sismique de France derrière la région Auvergne-Rhône-Alpes et l’Occitanie. Entre 1900 et 2017, le Rénass a comptabilisé 1 069 séismes ayant secoué la Bretagne, dont deux séismes d'une magnitude de 7 (intensité correspondant à des dommages aux constructions) : l'épicentre du premier se situait à Meucon (9 janvier 1930), celui du second à Melgven (2 janvier 1959), les deux sur le Cisaillement Sud-Armoricain. Au XXIe siècle, le séisme le plus important (de magnitude 5,4), a lieu à Hennebont le 30 septembre 2002 (épicentre à Languidic).
Les cartes de localisation des tremblements de terre indiquent l’existence d’une ceinture a forte densité de séismes, large d’environ 100 km, sur une distance de 600 km, orientée principalement N130 dans le sud du Massif armoricain et N150 dans sa partie centrale (failles de la famille « Kerforne »). Son activité apparaît concentrée sur ses bordures, qui délimitent un couloir central faiblement sismique et qui correspondent à une zone de forte production de chaleur crustale traduisant les épisodes successifs d’enrichissement de la croûte en éléments radiogéniques, liés à l’orogenèse cadomienne et à son érosion, puis aux derniers épisodes magmatiques de l’orogenèse hercynienne. Sa bordure orientale longe la Faille de Quessoy-Nort-sur-Erdre (d'âge post-hercynien) jusqu’à la vallée de la Loire où elle présente une virgation vers l’Est. Sa bordure occidentale correspond a une zone comprise entre la ligne de côte et la branche sud du Cisaillement Sud-Armoricain d'âge tardi-hercynien. Les failles hercyniennes ou post-hercyniennes les plus sismogènes sont localisées en bordure de domaines à forts contrastes rhéologiques déterminés par ces zones à forte production de chaleur crustale et qui guident la déformation de la croûte. Le socle du Massif armoricain a en effet subi depuis la fin de l'orogenèse hercynienne un régime de déformation lié aux contraintes dues à l'ouverture, toujours en cours, de l'océan Atlantique, rifting océanique qui a réactivé le relief armoricain, la tectonique compressive pyrénéenne et alpine finalisant ce rajeunissement du relief par le processus de flambage lithosphérique de grande longueur d'onde, ».
La définition de la profondeur de la zone sismogène comme marquant la limite au-dessus de laquelle se produisent 80 % des séismes indique que celle-ci est de l’ordre de 15 à 16 km dans le Massif armoricain, ce qui correspond à la zone de transition fragile-ductile définie par le début de la plasticité du quartz (300 °C, 15 km).
Ces zones de transition sont associées à des failles réactivées par un flambage lithosphérique de grande longueur d'onde issue de l'orogenèse pyrénéenne et alpine (compression, en direction du nord de l'Europe, de ces deux chaînes qui continuent de s'élever, d'environ 1 mm/an) et par la dorsale médio-atlantique (vitesse d'expansion de 2-3 cm/an) qui repousse la Bretagne et l'Europe vers l'Est. Ces deux poussées font bouger le Massif armoricain vers le nord-est.

## Géographie humaine

### Démographie

#### Population et densité
Chiffres au 1er janvier 2010 :
| Territoire       | Population municipale décret no 2012-1479 du 27 décembre 2012 | Superficie km2 | Densité hab/km2 |
| ---------------- | ------------------------------------------------------------- | -------------- | --------------- |
| Côtes-d’Armor    | 591 641                                                       | 6 878          | 86              |
| Finistère        | 897 628                                                       | 6 733          | 133             |
| Ille-et-Vilaine  | 988 140                                                       | 6 775          | 146             |
| Morbihan         | 721 657                                                       | 6 823          | 106             |
| Région Bretagne  | 3 199 066                                                     | 27 208         | 117             |
| Loire-Atlantique | 1 282 052                                                     | 6 815          | 188             |

Densité de population du Finistère (2007).

« Avec 36 400 naissances et 30 000 décès, le bilan de la démographie bretonne en 2005 est conforme aux précédents. La fécondité est désormais proche de 2 enfants par femme. Le solde naturel s’établit à 6 400 personnes. Cette progression est plus importante dans les zones urbaines et périurbaines, tandis qu’une large partie du territoire enregistre plus de décès que de naissances : 36 % des communes bretonnes sont en déficit naturel en 2005. ». Accroissement de 0,24 %.

### Découpage du territoire
Aucun découpage administratif ne correspond exactement à la péninsule bretonne. La principale division est la région Bretagne qui est divisée en quatre départements : Finistère, Côtes-d'Armor, Morbihan, Ille-et-Vilaine. Le département de la Loire-Atlantique fait actuellement partie de la région Pays de la Loire mais son territoire faisait historiquement partie de la province de Bretagne jusqu’en 1941 (traité de Vichy). La question du rattachement de la Loire-Atlantique à la région Bretagne est un débat récurrent.
Chaque département est découpé en communes, regroupées en cantons, en arrondissements et en diverses intercommunalités (EPCI « communauté », syndicat intercommunal, ou pays d’aménagement du territoire). Chacune de ces différentes subdivisions correspond à des besoins et des compétences particulières (le canton servant aux élections cantonales).
Il existe également d’autres découpages militaire, judiciaire ou religieux. Jusqu'en 2011, la région terre Nord-Ouest (RTNO) était basée à Rennes et couvrait les régions Bretagne, Pays-de-la-Loire, Centre, Basse-Normandie et Haute-Normandie. La Préfecture maritime de l'Atlantique, basée à Brest, couvre toute la façade atlantique. Judiciairement, le ressort de la Cour d'appel de Rennes s’étend sur les cinq départements bretons tandis que la Cour administrative d'appel de Nantes s’étend plus largement les régions Bretagne, Pays de la Loire, Basse-Normandie et Centre. Enfin, depuis 2007, la province ecclésiastique de Rennes regroupe les neuf diocèses des régions Bretagne et Pays de la Loire.

### Administration et aménagement du territoire
| \| Localisation de la Bretagne en France \| Mer d'Iroise La Manche Roc'h Ruz Normandie Pays de la Loire Côtes-d'Armor (22) Finistère (29) Ille-et-Vilaine (35) Morbihan (56) Quimper Saint-Brieuc Vannes Rennes Nantes Brest Saint-Malo Lorient Saint-Nazaire |
| Localisation de la Bretagne en France |

## Géographie économique

### Secteur primaire

#### Métiers de l'eau
« La pêche professionnelle emploie 5 200 pêcheurs, soit plus de 28 % des emplois de la pêche en France (2011). La Bretagne est la première région française pour la pêche, avec plus de 49 % des captures de la France… Elle représente également 90 % de la production nationale d’algues marines. La Bretagne compte 1 400 bateaux de pêche dont 80 % de bateaux inscrits en petite pêche ou pêche côtière… La conchyliculture représente plus de 4 000 emplois, répartis dans 670 entreprises pour un chiffre d’affaires de 200 millions d’euros (2011). Plus de 45 % des surfaces conchylicoles françaises sont concentrées en Bretagne ».
Le tourisme littoral est devenu l'un des secteurs majeurs de l'économie bretonne (4,8 % de l’emploi salarié régional en 2011). La Bretagne accueille 9 millions de touristes par an surtout pendant l’été qui concentre 85 % de la fréquentation (entre avril et septembre). C'est la quatrième région française pour le nombre de touristes annuels.

#### Forêts, mines et exploitations marines
Exploitation forestière, activités minières et exploitations marines

## Du déclin au désenclavement (XIXeetXXesiècles)

### Le déclin démographique et économique breton
Ce déclin démographique et économique breton intervient du XIXe à la première moitié du XXe siècle.
Excentrée dans l'espace français et européen en raison de sa situation péninsulaire, la Bretagne reste au milieu du XXe siècle à l'écart du développement industriel et terre d'émigration (la population bretonne passant de 2 600 000 habitants en 1911 à 2 334 000 en 1946 et stagnant à 2 374 000 en 1962). En moyenne annuelle, l'émigration nette bretonne est de 14 500 personnes par an entre 1901 et 1921, de 9 700 personnes par an entre 1921 et 1946, et de 17 200 personnes par an entre 1946 et 1954. En un siècle, du milieu du XIXe au milieu du XXe siècle, la Bretagne perd par émigration nette aux alentours d'un million d'habitants. De plus, l'analyse de la structure par âge des migrants aggrave encore le diagnostic : entre 1954 et 1962 par exemple, la Bretagne gagne par immigration nette 5 000 personnes de plus de 60 ans, mais en perd 100 000 de moins de 35 ans. Son poids démographique dans l'espace français et européen diminue ainsi sans cesse.
Même son agriculture et sa pêche sont pénalisés par la médiocrité de ses transports qui handicapent ses échanges économiques : petits ports de fond d'estuaire comme Tréguier, Morlaix, Landerneau, Châteaulin, Quimper, Quimperlé, etc. qui ont été à la source de la prospérité bretonne des XVIe et XVIIe siècles, mais qui sont inadaptés aux trafics modernes, voies ferrées non électrifiées (seul le tronçon allant de Paris-Montparnasse au Mans a été électrifié avant la Seconde Guerre mondiale), médiocrité d'un réseau routier traditionnel sinueux (le franchissement des nombreuses vallées bretonnes très encaissées de type ria ou aber en raison de son « relief en creux » entraîne de nombreux virages pentus pour passer d'une rive à l'autre et le réseau dense de villes moyennes traversées multiplie les embouteillages), réseau téléphonique engorgé, etc.
La Bretagne reste à l'écart de l'industrialisation : en 1954, les actifs agricoles représentent 50,4 % de la population active bretonne (en France 27,2 %) et les actifs industriels hors bâtiment et travaux publics seulement 13,0 % (contre 29,1 % pour l'ensemble de la France).
« Revenu médiocre, taudis rural, taudis urbain : les perspectives des conditions d'existence n'incitent guère les jeunes bretons à demeurer sur place. »
— CELIB, Rapport d'ensemble sur un plan d'aménagement, de modernisation et d'équipement de la Bretagne

### La montée des revendications économiques
La création du Comité d'étude et de liaison des intérêts bretons (CELIB) en 1949 par Joseph Martray (qui en resta le secrétaire général jusqu'en 1967) qui réussit à fédérer l'essentiel des acteurs économiques et politiques bretons importants de tous bords politiques fut décisive. Ce fut le premier Comité d'action régionale créé en France, ses revendications étant beaucoup plus de nature économique que politique.
Le CELIB élabora le premier « plan breton » en 1952-1953, qui précisait et chiffrait les investissements prioritaires à effectuer en Bretagne dans le cadre du deuxième plan français d'aménagement du territoire. En 1956, le premier programme d'action régionale créé en France (publié au journal officiel du 14 juillet 1956) est consacré à la Bretagne, ce qui débouche sur quelques décisions importantes comme la construction de l'usine marémotrice de la Rance ou l'implantation du Centre national d'études des télécommunications (CNET) à Lannion. En 1957 est créée la Société d’économie mixte pour l’aménagement et l’équipement de la Bretagne (SEMAEB) qui devient un des outils de l'aménagement du territoire en Bretagne.
Les paysans, et à un degré moindre les pêcheurs, deviennent le fer de lance des revendications économiques bretonnes : acheminer par exemple au marché d'intérêt national (MIN) de Rungis la production agricole (en particulier la production légumière de la Ceinture dorée bretonne comme les artichauts de la région de Saint-Pol-de-Léon) ou le poisson breton prend plus de temps et coûte plus cher que depuis des zones de production concurrentes situées par exemple dans le Midi de la France ou au Benelux, mieux desservies par le rail et par la route. En 1960, la Bretagne est la seule région de France à ne posséder aucun kilomètre d'autoroute. Le Centre national des jeunes agriculteurs (CNJA) du Finistère, présidé par Alexis Gourvennec organise les manifestations dont l'épisode le plus célèbre est l'invasion et la mise à sac de la sous-préfecture de Morlaix par les manifestants dans la nuit du 7 au 8 juin 1961. Arrêté, le jeune leader syndicaliste est vite libéré sous la pression des barrages de tracteurs et le gouvernement prend des mesures concernant l'organisation des marchés agricoles (création par exemple de la SICA, société d'intérêt collectif agricole, de Saint-Pol-de-Léon) qui débouchèrent sur une loi d'orientation agricole en 1962. L'électrification de la voie ferrée entre Le Mans et Rennes et la création de lignes aériennes intérieures par la compagnie Air Inter pour relier Rennes, Lannion, Brest, Quimper et Lorient à Paris-Orly sont alors décidées.
L'agitation reprend en 1962, conne sous l'expression de la « bataille du rail ». La SNCF met en place une nouvelle politique tarifaire qui revient à moduler le coût du transport en fonction du prix de revient de chaque ligne, qui lui-même dépend de l'importance du trafic et de l'électrification des lignes. Cette réforme allait pénaliser fortement les trafics bretons, en raison de la situation péninsulaire (lignes cul-de-sac à trafic modeste) et de la non-électrification des voies ferrées bretonnes. Des manifestations nombreuses avec barrages des voies ferrées, particulièrement en septembre 1962, débouchent sur des décisions correctives : la péréquation des tarifs SNCF est maintenue, mais ses conséquences sont compensées par un correctif tarifaire de 15 %. La mise au gabarit normal de la SNCF de la voie ferrée jusque-là à voie métrique Guingamp - Carhaix, seule ligne survivante de l'ancienne « étoile de Carhaix » (lignes ferroviaires à voie étroite de l'ancien réseau breton rayonnant dans toutes les directions au départ de Carhaix) est alors également promise. Et surtout une « loi-programme pour la Bretagne », qui doit s'inscrire dans le IVe plan français d'aménagement du territoire, est promise par le gouvernement et finalement votée après maintes tergiversations par le Parlement français en 1964, mais s'apparente à une « coquille vide », les conceptions françaises en matière d'aménagement du territoire ayant évolué dans l'intervalle (le rapport Delouvrier préconise de ne pas freiner la croissance de Paris, principal atout français dans la compétition européenne et mondiale, envisageant un Paris de 12 millions d'habitants en l'an 2000). La reprise en main est aussi symbolisée par la création dans chaque région d'une commission de développement économique régional présidée par le préfet de région, concurrençant désormais le CELIB.
En 1968, le gouvernement Pompidou annonce le 31 mai un programme d'urgence en six points en faveur de la Bretagne, promettant notamment l'implantation en Bretagne de la moitié des usines devant être créées en France dans le cadre du plan Calcul, la création d'une Banque régionale d'investissement et un contrat pluriannuel garantissant l'exécution d'un programme d'investissements en matière de routes, de télécommunications, de ports, de moyens de jonction entre la Bretagne, le marché commun et l'étranger. Le conseil des ministres du 9 octobre 1968 concrétise une partie de ces promesses, prévoyant la construction d'un réseau routier moderne à quatre voies ceinturant la Bretagne et dont l'achèvement est promis pour 1975. L'automatisation du réseau téléphonique est engagée (la situation était en la matière catastrophique avec des délais d'attente interminables pour obtenir ses communications malgré la bonne volonté des demoiselles du téléphone). La création du port en eau profonde de Roscoff est aussi décidée, afin de permettre aux paysans bretons d'accéder au marché anglais, le Royaume-Uni venant d'adhérer au marché commun : c'est d'ailleurs le leader syndicaliste paysan Alexis Gourvennec qui devient le président des Brittany Ferries, la compagnie créée pour desservir la liaison maritime Roscoff - Plymouth.

### Les politiques de désenclavement

#### Le plan routier breton

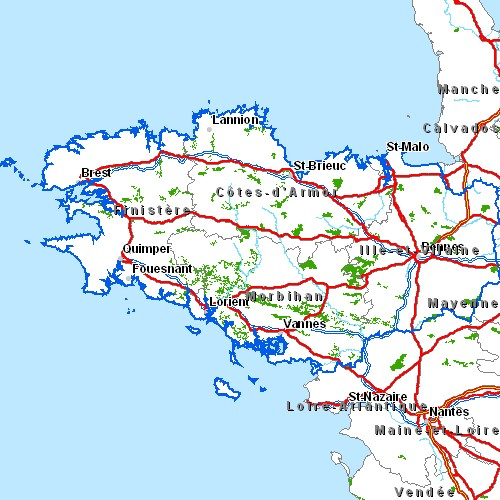
Carte routière de la région Bretagne

La situation péninsulaire de la Bretagne et la faiblesse de son industrialisation ont eu pour conséquence des trafics relativement modestes ne justifiant pas la création d'autoroutes. À la fin de la décennie 1960, la Bretagne était la seule des régions françaises à ne compter aucun kilomètre d'autoroute[réf. nécessaire]. Cette situation était lourdement pénalisante pour tous les acteurs de l'économie, en particulier les paysans et les pêcheurs (les poids lourds perdaient un temps considérable en raison de la sinuosité du réseau et des embouteillages, ce qui augmentait les coûts de transport, par exemple pour parvenir au marché d'intérêt national de Rungis par rapport à leurs concurrents du sud de la France ou du Benelux) et était dissuasif pour les chefs d'entreprise envisageant de s'y implanter.
À la suite des pressions des élus bretons, la première décision historique est prise par le gouvernement lors du Comité interministériel d'aménagement du territoire (CIAT) du 9 octobre 1968. Dans son discours de Quimper en date du 2 février 1969, considéré en Bretagne comme historique, le général de Gaulle, confirme et amplifie les mesures décidées et promet le désenclavement routier de la Bretagne.
Il s'agit de programmer la création de routes à quatre voies gratuites (appelées plus tard voies rapides) :
- un axe nord Brest - Morlaix - Saint-Brieuc - Rennes (RN 12) ;
- un axe sud Brest - Quimper - Lorient - Vannes - Nantes (RN 165) ;
- un aménagement progressif de l'axe Caen - Rennes - Nantes (aujourd'hui A 84 + RN 137) ;
- et un aménagement, mais à trois voies seulement, de l'axe de la Bretagne centrale Châteaulin - Carhaix - Rostrenen - Loudéac - Rennes (RN 164) ;

soit en tout 1 000 km de routes nouvelles à construire.
La gratuité du nouveau réseau routier qui allait être construit est également promise pour compenser le handicap lié à l'excentration de la Bretagne par rapport au reste de l'espace français et européen (seul le Massif central obtint par la suite un avantage analogue, toujours pour des raisons d'aménagement du territoire).
À la demande des élus locaux, le ministre de l'Équipement décide le 27 octobre 1970 d'ajouter de nouvelles liaisons. Le plan routier représente alors environ 1 300 km de routes, dont un millier à réaliser à 2 × 2 voies. Si l'on excepte l'axe de la Bretagne centrale l'essentiel des travaux s'est terminé en 1994.
La Bretagne dispose aujourd'hui d'un bon réseau routier. Ce réseau de voies express certains inconvénients (la vitesse légale maximale autorisée est de 110 km/h au lieu de 130 km/h sur les autoroutes pour les automobiles, 90 au lieu de 110 km/h pour la plupart des poids lourds), d'où le projet réclamé par certains chefs d'entreprises bretonnes de transformation en autoroutes du réseau tout en gardant la gratuité. Ces travaux sont en cours sur les axes principaux. Mais ils nécessitent la suppression de bon nombre d'échangeurs. Or le grand nombre de ces derniers, acceptable sur une voie express mais pas sur une autoroute, est un puissant outil d'aménagement du territoire en faveur des petites villes et même des bourgades desservies qui risquent un réenclavement si l'échangeur qui les dessert est fermé. La multiplication des zones industrielles et commerciales aux abords des échangeurs est le signe de l'attractivité de ce réseau, mais elle est aussi accusée de défigurer la Bretagne, le réseau de voies express ayant tendance à se transformer en axes de bâtiments industriels et commerciaux. Le projet de transformation est définitivement abandonné en 2014. La préfecture de Bretagne déclare en septembre 2014 que « la mise aux normes autoroutières des routes nationales bretonnes est un projet qui avait été étudié dans les années 1980-1990 mais qui n'est plus à l'ordre du jour. ». En octobre 2014, la Direction régionale des routes de l'Ouest enterre définitivement le projet : « On continue de réaliser des travaux mais cela ne fait plus partie d'une ambition globale. [...] Pas question de faire de la RN 165 et de la RN 12 des autoroutes, à quelque horizon que ce soit (2017, 2020 ou 2025). ».

#### Le désenclavement ferroviaire
De très nombreuses voies ferrées ont fermé dans la seconde moitié du XXe siècle, le réseau venant de Paris via Rennes ayant tendance à se restreindre aux deux lignes principales partant l'une vers Brest via Saint-Brieuc et Morlaix, l'autre vers Quimper via Redon, Vannes et Lorient, ce dernier axe permettant aussi de rejoindre Nantes à partir de Redon. Quelques lignes supplémentaires survivent toutefois, se greffant sur l'une ou l'autre des lignes principales précédemment évoquées, les principales étant Nantes - Saint-Nazaire - Le Croisic, Rennes - Saint-Malo et plus secondairement, car elles sont à voie unique et non électrifiées, Morlaix - Roscoff et Brest (Landerneau) - Quimper.
La Bretagne est aussi restée jusqu'ici guère desservie par les lignes TGV. Certes, la mise en service de la LGV Atlantique en 1989 s'est accompagnée de l'électrification des voies ferrées Rennes - Brest, Nantes et Rennes - Quimper via Redon, Nantes - Le Croisic et même plus récemment Rennes - Saint-Malo permettant à des TGV Atlantique de parvenir jusqu'aux gares des villes précédemment indiquées, mais à une vitesse très ralentie à partir du Mans, les TGV devant circuler sur le réseau ferroviaire traditionnel inadapté à la grande vitesse.
Le projet en cours de construction de prolongement de la LGV Atlantique jusqu'à Rennes devrait mettre la préfecture régionale à 1 heure 30 de Paris-Montparnasse et contribuer à désenclaver la Bretagne. Mais la Bretagne occidentale (Basse-Bretagne) s'inquiète d'être « oubliée » par les projets de lignes nouvelles, désavantagée une fois de plus par sa situation péninsulaire et la modestie des trafics qui ne justifient pas la création de LGV.
Le renoncement aux projets de trains pendulaires a aggravé l'inquiétude. Des travaux de modernisation du réseau ferroviaire principal sur les deux lignes menant au départ de Rennes à Brest et à Quimper (entre autres la suppression des passages à niveaux et le redressement de certaines courbes, peut-être à terme la rectification du tracé de certains tronçons) devraient permettre, c'est du moins la revendication des Finistériens, de mettre à terme Brest et Quimper à trois heures de Paris-Montparnasse.

#### Le désenclavement énergétique
L'absence de sources de production électrique notables en Bretagne en font, avec la Corse et la Côte d'Azur, l'une des régions françaises dont l'approvisionnement électrique est le plus fragile. En raison de l'abandon du projet de centrale nucléaire de Plogoff et depuis la fermeture de la modeste centrale nucléaire des Monts d'Arrée à Brennilis, la production électrique bretonne se limite à quelques modestes barrages hydro-électriques (usine marémotrice de la Rance, barrages de Guerlédan et de Saint-Herbot) et à un modeste apport des énergies renouvelables (éoliennes principalement), même si la région, via son outil d'aménagement du territoire, la Semaeb, met désormais l'accent sur l'essor des énergies renouvelables. L'essentiel de l'électricité provient de la centrale thermique de Cordemais près de Nantes et des centrales nucléaires de Chinon, de Saint-Laurent-des-Eaux et de Flamanville. Outre l'inconvénient des pertes en ligne en raison de l'éloignement des centres de production, cette situation entraîne des risques de rupture d'approvisionnement électrique lors des pointes de consommation que la présence de turbines à gaz implantées dans le Finistère à Brennilis et Dirinon mises en service uniquement à ces moments-là ne pallie que partiellement.
Un réseau de lignes électriques haute tension à 400 kV a été installé pour faciliter l'approvisionnement électrique, mais ce réseau doit sans cesse être complété en raison de l'augmentation continue de la consommation, ce qui soulève des protestations des futurs riverains des nouvelles lignes envisagées. Un projet de construction d'une centrale électrique près de Saint-Brieuc, à Ploufragan, envisagée par la compagnie GDF Suez, est pour l'instant mis en échec.
La Bretagne est raccordée au réseau français interconnecté de gazoducs pour son approvisionnement en gaz naturel. L'approvisionnement en produits pétroliers raffinés provient principalement de Donges par camions citernes, l'ouest de la Bretagne étant desservie à partir du port de Brest par le groupement pétrolier brestois qui importe des produits pétroliers raffinés depuis Donges et Le Havre.

#### Le désenclavement aérien
Même si plusieurs villes bretonnes bénéficient de liaisons aériennes pluri-quotidiennes avec Paris-Orly et/ou Paris-Roissy, les relations aériennes bretonnes restent médiocres : faiblesse des liaisons transversales reliant directement les aéroports bretons à d'autres aéroports de villes de province (seuls l'aéroport de Nantes-Atlantique et l'aéroport de Brest-Bretagne en disposent), rareté des lignes desservant des aéroports étrangers (quelques-unes au départ de Nantes et uniquement vers les Îles Britanniques au départ de Brest et de Lorient), quasi-monopole d'Air France sur les liaisons avec Paris, ce qui permet à la compagnie de pratiquer des tarifs élevés.
Le réseau urbain breton, fait de villes moyennes, ne permet guère de liaisons aériennes diversifiées. L'aéroport de Saint-Brieuc Armor est un échec (aucune ligne régulière ne le dessert), certaines liaisons aériennes existantes sont menacées (au départ de Lannion principalement), même l'aéroport de Rennes - Saint-Jacques n'a qu'un trafic modeste par rapport à la taille de la ville, la relative proximité parisienne et la liaison TGV bloquant l'essor de l'aéroport. Brest a toutefois récemment rénové et agrandi son aéroport.
Un projet d'aéroport international existe à Notre-Dame-des-Landes (projet d'aéroport du Grand Ouest), plus proche de Nantes que de Rennes, même s'il est situé entre les deux villes. Il pourrait aussi servir de « troisième aéroport parisien ». Sa desserte nécessiterait la création d'une nouvelle desserte ligne ferroviaire Nantes-Rennes passant par ce futur aéroport, la liaison actuelle entre les deux préfectures régionales, via Redon, étant médiocre. Ce projet soulève maintes contestations, de riverains et d'écologistes, qui ont créé un comité de défense, l'ACIPA (Association citoyenne intercommunale des populations concernées par le projet d'aéroport de Notre-Dame-des-Landes) qui critique les atteintes environnementales portées par ce projet. Les Bretons occidentaux craignent par ailleurs de voir ce projet aggraver les déséquilibres entre une Bretagne orientale désormais dynamique et une moitié occidentale qui l'est beaucoup moins.

#### Le désenclavement maritime et fluvial
Alors que la Bretagne fut au cœur de la vie économique mondiale aux XVIe et XVIIe siècles, les difficultés d'accès, la dangerosité des côtes et la faiblesse des tirants d'eau, ajoutés à faible industrialisation de l'arrière-pays breton, expliquent la modestie des trafics : si le grand port maritime de Nantes-Saint-Nazaire a un trafic de 30 millions de tonnes en 2009 et en 2012, ce qui en fait le premier port de la façade atlantique française, il n'est pas situé dans la Bretagne administrative actuelle.
Les autres ports de commerce bretons ont un trafic très modeste : Brest (2,8 millions de tonnes en 2009 et 2,9 Mt en 2010), Lorient (3 Mt en 2008, mais 2,6 Mt en 2009 et 2,7 Mt en 2010) et Saint-Malo (1,9 Mt en 2009 et 2 Mt en 2010) sont les trois ports principaux.
Les liaisons par ferries, assurées principalement par la compagnie Brittany Ferries, permettent des liaisons vers Plymouth au Royaume-Uni et Cork en Irlande au départ de Roscoff et vers Portsmouth au Royaume-Uni au départ de Saint-Malo. La tentative de mise en place d'une liaison vers la péninsule ibérique a échoué (ligne Lorient-Gijón), même si un projet d'« autoroute de la mer » existe désormais, mais au départ de Saint-Nazaire vers Gijón.
L’idée d’ouvrir une voie de navigation intérieure en Bretagne remonte au XVIe siècle lors de l'annexion du duché de Bretagne au royaume de France : la canalisation de la Vilaine est décidée en 1538 par les États de Bretagne, rendant navigable le fleuve de Rennes à Messac, ce qui permet dès 1585 la première liaison fluviale de la capitale bretonne à Redon et au golfe de Gascogne par la Vilaine maritime. Pour les États de Bretagne, l'intérêt économique d'un canal de Nantes à Brest est de désenclaver le centre Bretagne (avec peu de chemins à peine carrossables, il est appelé « la Sibérie de la Bretagne »), permettant à tous les points de ce territoire d'être à moins de 15 km d'une voie d'eau (mer et ses rias, rivières ou canal) : le chantier de ce canal ne débute qu'en 1811 ; il est ouvert intégralement à la navigation (destinée en majorité au fret) en 1842. Dans la même optique est construit le canal d'Ille-et-Rance entre 1804 et 1832.

### La décentralisation industrielle et tertiaire
En 1968, la création de l'usine Citroën de Rennes-La Janais, est un symbole important de la volonté de décentralisation industrielle en faveur de la Bretagne. Ajoutée à un autre site existant antérieurement (usine de la Barre-Thomas), les deux usines Citroën emploieront jusqu'à 14 000 salariés dans la décennie 1980.
Le plan Calcul annoncé entraîne effectivement pendant la décennie soixante et le début de la décennie 1970 la construction d'usines, principalement de matériel téléphonique, à Rennes (le CELAR), Lannion (CNET, radome de Pleumeur-Bodou), Brest (Ericcson, Thomson), Morlaix, Guingamp, Pont-de-Buis, etc. L'automobile essaime des usines sous-traitantes (fonderie à Hennebont pour remplacer les Forges d'Hennebont qui viennent de fermer, sièges d'automobile SAGEM à Fougères, usine Michelin à Vannes, etc.). Une industrialisation de la Bretagne s'amorce qui freine l'exode des jeunes mais qui s'arrête en raison de la crise économique consécutive aux chocs pétroliers de 1973 et 1979. Des usines de toute nature s'implantent : Le Joint Français (joints de tous types) et Chaffoteaux et Maury (chaudières à gaz) à Saint-Brieuc par exemple.
La décentralisation concerne également les activités tertiaires, y compris du tertiaire supérieur : Rennes accueille ainsi l'École nationale de la santé publique, le Centre de paiement de la redevance ORTF ; Brest le CNEXO (Centre national d'exploitation des océans) devenu par la suite IFREMER et l'institut d'études polaires ; Dinan a vu s'installer un centre de traitement informatique de la BNP et La Baule le centre de paiement des retraites des fonctionnaires ; etc. Mais les réticences sont fortes : la décentralisation à Brest du Service des phares et balises, implanté antérieurement en banlieue parisienne, s'est par exemple heurté longtemps à une vive résistance des personnels concernés.

### Bilan de 50 ans d'aménagement du territoire breton
La politique d'aménagement du territoire menée en faveur de la Bretagne dans la seconde moitié du XXe siècle a été globalement un succès : la population bretonne croît à nouveau (les quatre départements bretons ont gagné 652 000 habitants en 39 ans entre 1968 et 2007) et la région est à nouveau zone d'immigration nette (le solde migratoire est de + 75 475 pour la période 1990-1999) et connaît un excédent naturel.
La politique de décentralisation d'activités industrielles et tertiaires a été un succès dans les décennies 1960 et 1970, à un degré moindre encore pendant la décennie 1980, de nombreux emplois ayant alors été créés en Bretagne.
Cette politique est désormais « en panne » pour deux raisons principales : la fin des Trente Glorieuses et la crise économique de ces dernières années d'une part (s'il était relativement facile d'orienter une partie des emplois nouveaux créés par l'économie française vers la Bretagne en période de croissance économique, il est très difficile de transférer des emplois allant globalement diminuant en période de crise), la fin de la volonté politique d'autre part en raison de la montée des idées néolibérales opposées à l'intervention de l'État dans la vie économique.
Paradoxalement, la Bretagne a moins souffert de la crise économique de ces deux dernières décennies que d'autres régions françaises. Faiblement industrialisée, elle n'a pas connu de récession industrielle aussi forte que la Lorraine ou le Nord-Pas-de-Calais par exemple ; terre de PME (Petites et moyennes entreprises), elle a moins que d'autres régions été touchée par les délocalisations qui ont surtout concerné les grandes sociétés multinationales.
Le modèle agricole breton, basé sur une agriculture très intensive utilisant beaucoup d'intrants agricoles et l'importance des élevages hors-sol, montre désormais ses limites (production de qualité médiocre, pollutions engendrées par ce type d'agriculture (forte teneur en nitrate des eaux courantes, nappes phréatiques atteintes, prolifération des algues vertes sur les plages du littoral, etc.), d'où la nécessité d'une remise en cause de ce modèle agricole forcément douloureuse.

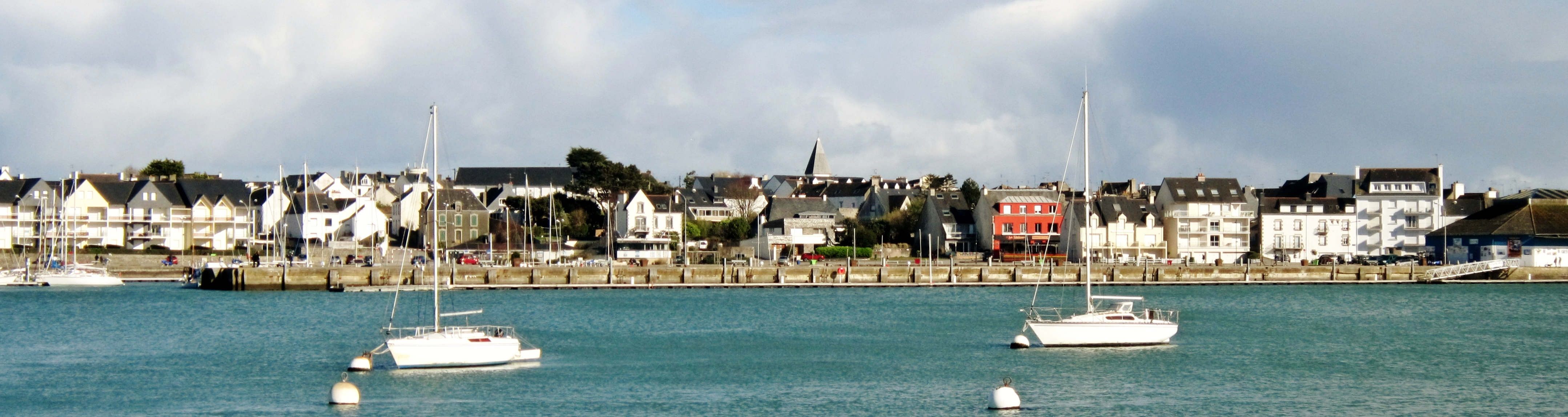
La villégiature estivale peut être associée au syndrome des lits froids qui prive les habitants de logements (stations balnéaire d'Étel et son front de mer).

Le renouveau breton est enfin inégalement partagé, la Bretagne semblant coupée en deux : l'Ille-et-Vilaine, avec son pôle rennais, mais aussi le pays de Vitré (la partie de la Bretagne la plus proche de Paris) et désormais la région de Saint-Malo depuis sa desserte TGV, accapare l'essentiel de la croissance économique. Le Morbihan, surtout la région de Vannes, est aussi très attractive, sa relative proximité de Rennes et Nantes et la proximité du golfe du Morbihan et de la presqu'île de Rhuys l'expliquant. Par contre les Côtes-d'Armor (en dépit de leur changement de nom, la dénomination Côtes-du-Nord ayant semblé peu attractive pour les édiles locaux), désavantagées par un climat moins ensoleillé que le littoral sud et le Finistère, handicapé par son éloignement en bout de presqu'île, connaissent une croissance moindre en dépit des ambitions de BMO (Brest métropole océane), qui a perdu son rang de premier port de guerre français au profit de Toulon. La fin de la rivalité traditionnelle entre les deux capitales bretonnes, Nantes et Rennes, fait craindre aux Bretons de l'extrême-ouest que ces villes accaparent désormais l'essentiel des nouveaux investissements.
Un autre contraste important de développement existe : la littoralisation de l'habitat avec la prolifération des résidences secondaires ou des nouveaux retraités explique l'essor de la quasi-totalité des régions littorales désormais (sauf la presqu'île de Crozon) et la poursuite de la désertification du centre-ouest breton, le Kreiz Breizh.

## Questions pour leXXIesiècle

### La question du redécoupage régional
Cette question concerne le redécoupage régional et la réunification de la Bretagne.